# Кардинал-мирянин

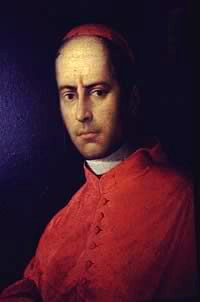
Останній кардинал-мирянин Теодольф Мертель

Кардинал-мирянин — традиційна назва кардиналів Римо-католицької церкви, які не мали сану священика чи єпископа. До 1917 року будь-який чоловік, долучений тільки до малого чину католицької церкви, міг отримати ранг кардинала-диякона. Такі кардинали не могли здійснювати таїнств і не складали обітниці цноти.
Назва «кардинали-миряни» не досить точна: формально вони були кліриками й отримували перший постриг (тонзуру). Кардинал-мирянин міг бути одруженим, як до, так і після призначення. Якщо ж він не був одружений, то він міг бути рукопокладеним у священики, єпископи чи навіть одразу з кардиналів-мирян бути обраний папою (в такому разі обряди священицької та єпископської хіротонії здійснювались над папою невдовзі після обрання, до коронації).
Останнім папою, обраним без священного сану, став 1513 року Лев X (Джованні де Медічі, син Лоренцо Пишного), який ще підлітком отримав кардинальський титул. Кардиналом-мирянином був і інший Медічі, тосканський великий герцог Фердинанд I; за два роки після вступу на тосканський престол він відмовився від кардинальської шапки, ставши до шлюбу, що було несумісним із займаною ним посадою кардинала-протодиякона римської курії. Останній кардинал-мирянин, ватиканський юрист Теодольфо Мертель, помер 1899 року.
Кодекс канонічного права 1917 року за папи Бенедикта XV запровадив правило, відповідно до якого кардинал повинен був мати сан не нижчий за священика. Це ж положення повторено і в редакції 1983 року.
А 15 квітня 1962 року папа римський Іван XXIII своїм motu proprio Cum gravissima постановив, що всі кардинали мають отримати єпископське рукопокладення. Тільки за особливим розпорядженням папи римського священик може бути зведений в кардинали без посвяти в єпископи. Нині таких кардиналів четверо: Роберто Туччі, Альбер Вануа, Доменіко Бартолуччі та Карл Йозеф Беккер.
Малі чини як частина кліру були ліквідовані motu proprio Павла VI Ministeria quaedam від 15 серпня 1972 року.

## Відомі кардинали-миряни
- Фердинанд Австрійський — кардинал-інфант, брат іспанського короля Філіпа IV.
- Джуліо Мазаріні — перший міністр Франції за часів регентства Анни Австрійської та Людовика XIV;
- Джакомо Антонеллі — державний секретар папи римського Пія IX;
- Доменіко Консоліні — камерленго папи римського Льва XIII.